# براندون الكسندر
براندون الكسندر (بالإنجليزية: Brandon Alexander)‏ هو لاعب كرة قدم كندية أمريكي، ولد في 27 سبتمبر 1993 في أورلاندو في الولايات المتحدة.